# Departamento da Procuradoria Geral Australiano
O Departamento da Procuradoria Geral Australiano (em inglês: Attorney-General's Department) é um departamento do governo da Austrália.